# ویلیام پیر ویلیامز-فریمن
ویلیام پیر ویلیامز-فریمن (انگلیسی: William Peere Williams-Freeman; ۶ ژانویهٔ ۱۷۴۲ – ۱۱ فوریهٔ ۱۸۳۲) افسر نیروی دریایی پادشاهی بریتانیا بود. او به عنوان یک افسر جزء در نبرد خلیج کیبرون در طول جنگ هفت ساله حضور داشت. او همچنین به عنوان کاپیتان کشتی درجه پنج ونوس در نبرد رود آیلند و سپس به عنوان کاپیتان کشتی درجه پنج فلورا در دومین عملیات آزادسازی جبل الطارق در طول جنگ استقلال آمریکا شرکت داشت. سال‌ها پس از بازنشستگی از نیروی دریایی، ویلیامز-فریمن برای مدت کوتاهی قبل از مرگش در سن ۹۰ سالگی، دریاسالار ناوگان شد.